# Arrhabaios II. von Lynkestis
Arrhabaios II. (altgriechisch Ἀρραβαῖος Arrhabaíos) war ein Fürst der obermakedonischen Landschaft Lynkestis im späten 5. und frühen 4. vorchristlichen Jahrhundert. Er war aller Wahrscheinlichkeit nach ein Sohn des Arrhabaios I. von Lynkestis.
Arrhabaios II. war mit seinem Schwager Sirras gegen den makedonischen König Archelaos I. verbündet, bis ihre Allianz um 390 v. Chr. durch ein Ehebündnis des Sirras mit dem König beendet wurde.
Als sein Sohn wird Menelaos der Pelagone in Betracht gezogen.